# Plutonijeve anorganske spojine
Plutonij je radioaktivna kovina iz skupine aktinoidov. Zaradi radioaktivnosti vseh njegovih izotopov je raziskovanje in sinteza njegovih spojin otežena.

## Seznam

### Plutonijevi hidridi in hidroksidi
Standardni zapis za vse plutonijeve hidrokside je PuHx (1,9 ≤ x ≤ 3)
- Heptaplutonijev nonaoksid trihidrid – Pu7O9H3[2]
- Plutonijev didevterid – PuD2[3]
- Plutonijev dihidrid – PuH2[3]
- Plutonijev dioksididihidroksid – PuO2(OH)2[4]
- Plutonijev dioksihidroksid – PuO2OH[4]
- Plutonijev heptakozahidroksid – PuH27[5]
- Plutonijev ikozahidroksid – PuH20[5]
- Plutonijev oksihidrid – PuO2+xHx[6]
- Plutonijev oksihidroksid – PuO2+x−n(OH)2n[7]
- Plutonijev oksihidroksid hidrat – PuO2−n(OH)2n·xH2O[7]
- Plutonijev oksid hidrid – PuOH[1]
- Plutonijev tetrahidroksid – Pu(OH)4[7]
- Plutonijev tridevterid – PuD3[8]
- Plutonijev trihidrid – PuH3[3]
- Plutonijev trihidroksid – Pu(OH)3[7]
- Tetraplutonijev oktaoksihidroksid – Pu4O8OH[9]

### Plutonijeve zlitine z alkalijskimi kovinami
Zaenkrat še ni poznanih zlitin plutonija z alkalijskimi kovinami

### Plutonijeve zlitine z zemeljsko-alkalijskimi kovinami
- PuMg2[10]
- PuBe13[10]
- PuMg2+x[10]

### Plutonijeve zlitine z lantanoidi in aktinoidi
- Pu2Th[10]
- Pu7Th3[11]
- PuNp[10]
- Pu—U[10]

### Plutonijeve spojine s prehodnimi kovinami[10]

#### Zlitine
- Pu2Zn17
- Pu2Co17
- Pu2Ni17
- Pu2Zn9
- Pu2Rh
- Pu6Fe
- Pu6Co
- Pu19Os
- Pu19Ru
- Pu5Ir4
- Pu5Pd4
- Pu5Rh3
- Pu5Ir3
- Pu5Os3
- Pu5Pt3
- Pu5Rh3
- Pu5Ru3
- PuAu
- PuAu2
- PuZn2
- PuFe2
- PuIr2
- PuCd2
- PuCo2
- PuCu2
- PuMn2
- PuNi2
- PuOs2
- PuPt2
- PuRe2
- PuRh2
- PuRu2
- PuCd6
- PuCu6
- PuNi
- PuPd
- PuNi5
- PuAu5
- PuPt5
- PuPt
- PuRh
- PuRu
- PuCd4
- PuCu4
- PuNi4
- PuAu4
- PuAg3
- PuAu3
- PuZr3
- PuCo3
- PuNi3
- PuPd3
- PuPt3
- PuRh3
- PuCd11
- Pu4Zr
- Pu4Cu17
- Pu~30Zr
- Pu3Zn22
- Pu3Co
- Pu3Os
- Pu2Ru
- Pu3Pd4
- Pu3Rh4
- Pu5,2Ce1,8Co3
- Pu3,5Ce3,5Co3
- PuHg4 (ne ve se, ali je bila pridobljena spojina PuHg4 ali Pu5Hg21)
- PuHg3

#### Ostale spojine
- Plutonijev kromat – PuCrO3[9]
- Plutonijev manganat – PuMnO3[9]
- Plutonijev perniobat – PuNbO4[9]
- Plutonijev pertantalat – PuTaO4[9]
- Plutonijev skandat – PuScO3[9]
- Plutonijev triperrenat – Pu(ReO4)3[9]
- Plutonijev vanadat – PuVO3[9]
- Pu(NbO3)4[9]
- Pu(TaO3)4
- Pu(MoO3)4
- Pu(MoO4)2
- Pu(ReO4)4·4H2O
- LiPu2(VO4)3
- NaPu2(VO4)3
- AgPu2(VO4)3
- CdPu2(VO4)3
- CaPu2(VO4)3
- SrPu2(VO4)3
- Na2Pu(MoO4)3
- K2Pu(MoO4)3
- Rb2Pu(MoO4)3
- Cs2Pu(MoO4)3
- Li4Pu(MoO4)4
- Na4Pu(MoO4)4
- K8Pu(MoO4)6
- Rb8Pu(MoO4)6
- Cs8Pu(MoO4)6

### Plutonijeve spojine z elementi Ⅲ. skupine
- Diplutonijev trigalid – Pu2Ga3[10]
- Pentaplutonijev trigalid – Pu5Ga3[10]
- Plutonijev alumid – PuAl[10]
- Plutonijev aluminat – PuAlO3[9]
- Plutonijev borid – PuB[12]
- Plutonijev dialumid – PuAl2[10]
- Plutonijev diborid – PuB2[12]
- Plutonijev digalid – PuGa2[10]
- Plutonijev dodekaborid – PuB12[12]
- Plutonijev galid – PuGa[10]
- Plutonijev heksaborid – PuB6[12]
- Plutonijev heksaheksakontaborid – PuB66[9]
- Plutonijev heksagalid – PuGa6[13]
- Plutonijev hektaborid – PuB100[12]
- Plutonijev indid – PuIn[14]
- Plutonijev tetraborid – PuB4[12]
- Plutonijev tetragalid – PuGa4[15]
- Plutonijev tetralumid – PuAl4[16]
- Plutonijev trialumid – PuAl3[10]
- Plutonijev trigalid – PuGa3[10]
- Plutonijev triindid – PuIn3[17]
- Plutonijev tritalid – PuTl3[10]
- Triplutonijev alumid – Pu3Al[10]
- Triplutonijev digalid – Pu3Ga2[10]
- Triplutonijev galid – Pu3Ga[10]
- Triplutonijev indid – Pu3In[10]
- Triplutonijev pentaindid – Pu3In5[10]
- Triplutonijev talid – Pu3Tl[10]
- Pu2[B12O18(OH)4Br2(H2O)3]·0,5H2O[18]

#### Nepopolne plutonijeve spojine
- PuCoIn5[17]
- PuRhGa5[19]
- PuCoGa5[20]

### Plutonijeve spojine z elementi Ⅳ. skupine
- Diplutonijev heptaoksidisilicid – Pu2O7Si2[21]
- Diplutonijev trigermanid – Pu2Ge3[10]
- Diplutonijev trikarbid – Pu2C3[22]
- Oktaplutonijev heksasilikat – Pu8(SiO4)6[9]
- Pentaplutonijev trisilicid – Pu5Si3[10]
- Plutonijev dihidroksidkarbonat – Pu(OH)2CO3[4]
- Plutonijev digermanid – PuGe2[23]
- Plutonijev dikarbid – PuC2[22]
- Plutonijev dikarbonat – Pu(CO3)2[4]
- Plutonijev dioksikarbonat – PuO2CO3[4]
- Plutonijev disilicid – PuSi2[24]
- Plutonijev germanat – PuGeO4[9]
- Plutonijev karbid – PuC[8]
- Plutonijev oksikarbid – PuOxC1−x[25]
- Plutonijev silicid – PuSi[24]
- Plutonijev silikat – PuSiO4[26]
- Plutonijev silikarbid – PuSiC[24]
- Plutonijev trigermanid – PuGe3[27]
- Plutonijev triplumbid – PuPb3[10]
- Plutonijev tristagnid – PuSn3[17]
- Triplutonijev digermanid – Pu3Ge2[10]
- Triplutonijev disilicid – Pu3Si2[10]
- Triplutonijev dikarbid – Pu3C2[28]
- Triplutonijev germanid – Pu3Ge[23]
- Triplutonijev stagnid – Pu3Sn[10]
- Triplutonijev pentasilicid – Pu3Si5[10]
- PuC1−x[28]
- Pu4,67Si3O13[21]
- Pu9,33(SiO4)6O3[9]

#### Nepopolne plutonijeve spojine
- [Na6Pu(CO3)5]2·Na2CO3·33H2O[29]
- Pu0,05U0,95C0,98[30]
- Pu0,05U0,95C0,95[30]
- Pu0,13U0,87C[30]
- Pu0,15U0,85C[30]
- Pu0,20U0,80C0,95[30]
- PuWC2[9]
- PuRh3C[9]
- PuRu3C[9]
- PuNiC2[31]
- PuCoC2[31]
- Th0,6Pu0,4C2[32]
- Pu4Mo3C3[32]
- PuMoC2[32]
- PuFeC2[32]
- U1−xPuxMoC2[32]
- U1−xPuxMoC1,7[32]
- U0,85Pu0,15C1−xOx[32]
- LiPu9(SiO4)6O2[9]
- NaPu9(SiO496O2[9]
- Mg2Pu8(SiO4)6O2[9]
- Ca2Pu8(SiO4)6O2[9]
- Sr2Pu8(SiO4)6O2[9]
- Ba2Pu8(SiO4)6O2[9]
- Sr3Pu6(SiO4)6[9]

### Plutonijevi pniktidi
- Diplutonijev bizmid – Pu2Bi[10]
- Plutonijev arzenat – PuAsO4[9]
- Plutonijev arzenid – PuAs[10]
- Plutonijev bizmid – PuBi[10]
- Plutonijev dibizmid – PuBi2[10]
- Plutonijev distibid – PuSb2[9]
- Plutonijev fosfat – PuPO4[33]
- Plutonijev fosfid – PuP[10]
- Plutonijev heptaoksidifosfid – PuP2O7[33]
- Plutonijev nitrid – PuN[34]
- Plutonijev stibid – PuSb[9]
- Plutonijev tetranitrat – Pu(NO3)4[8]
- Plutonijev tetranitrat pentahidrat – Pu(NO3)4·5H2O[8]
- Plutonijev trinitrat – Pu(NO3)3[22]
- Tetraplutonijev tristibid – Pu4Sb3[9]
- Triplutonijev tetrafosfat – Pu3(PO4)4[33]
- Pu(NO3)4·2,5H2O[8]
- (PuO)2P2O7[33]
- PuO2(NO3)2·nH2O[9]

### Plutonijevi halkidi
- Diplutonijev dioksisulfid – Pu2O2S[30]
- Diplutonijev dioksitrisulfid – Pu2O2S3[30]
- Diplutonijev trioksid – Pu2O3[1]
- Diplutonijev triselenid – Pu2Se3[10]
- Diplutonijev trisulfid – Pu2S3[35]
- Diplutonijev tritelurid – Pu2Te3[9]
- Pentaplutonijev heptasulfid – Pu5S7[35]
- Plutonijev dioksid – PuO2[1]
- Plutonijev dioksid hidrid – PuO2·xH2O[7]
- Plutonijev diselenid – PuSe2[10]
- Plutonijev disulfid – PuS2[35]
- Plutonijev ditelurat – Pu(TeO3)2[9]
- Plutonijev ditelurid – PuTe2[9]
- Plutonijev heksoksid – PuO6[9]
- Plutonijev oksid – PuO[9]
- Plutonijev oksiselenid – PuOSe[10]
- Plutonijev oksisulfid – PuOS[30]
- Plutonijev oktoksid – PuO8[9]
- Plutonijev disulfat tetrahidrat – Pu(SO4)2·4H2O[36]
- Plutonijev sulfid – PuS[37]
- Plutonijev telurid – PuTe[10]
- Plutonijev tetroksid – PuO4[9]
- Plutonijev trioksid – PuO3[38]
- Plutonijev tritelurid – PuTe3[9]
- Tetraplutonijev tetroksitrisulfid – Pu4O4S3[30]
- Triplutonijev tetrasulfid – Pu3S4[35]
- PuSe2−x[10]
- PuO2+x[6]

#### Nepopolni halkidi[9]
- K4Pu(SO4)4[39]
- Na2PuO3[40]
- Na4PuO5[40]
- Na5PuO6[40]
- Na3(U1−xPux)O4[40]
- U0,85Pu0,15O[32]
- (Pu0,91Am0,09)O2−x[41]
- (Pu0,5Am0,5)O2−x[41]
- Li6PuO6
- Na6PuO6
- K2PuO4
- Rb2PuO4
- Cs2PuO4
- Li5PuO6
- Na5PuO6
- Li4PuO5
- Na4PuO5
- Rb3PuO5
- Cs3PuO5
- Li8PuO6
- BaPu2O4
- SrPuO3
- BaPuO3
- Ba3PuO5,5
- Ba2LaPuO6
- Ba2NdPuO6
- Ba2InPuO6
- Ca3PuO6
- Sr3PuO6
- Ba3PuO6
- Ba2SrPuO6
- Ba2MnPuO6
- Ba2PbPuO6
- Ba2MgPuO6
- Ba2CaPuO6
- Ba3(PuO5)2·xH2O
- Ba2PuPaO6

### Plutonijevi halidi
- Plutonijev bromid – PuBr[42]
- Plutonijev fluorid – PuF[42]
- Plutonijev heksafluorid – PuF6[43]
- Plutonijev jodid – PuI[42]
- Plutonijev klorid – PuCl[42]
- Plutonijev oksibromid – PuOBr[42]
- Plutonijev oksifluorid – PuOF[42]
- Plutonijev oksijodid – PuOI[42]
- Plutonijev oksiklorid – PuOCl[42]
- Plutonijev tetrafluorid – PuF4[43]
- Plutonijev tetrajodat – Pu(IO3)4[44]
- Plutonijev tribromid – PuBr3[43]
- Plutonijev trifluorid – PuF3[9]
- Plutonijev triklorid – PuCl3[43]
- Plutonijev trijodid – PuI3[9]

#### Nepopolni halidi
- Cs2PuCl6[45]
- K3PuCl6[9]
- K2PuCl5[9]

### Plutonijeve spojine z žlahtnimi plini
Znanstveniki so že poskušali pridobiti plutonijev argid, vendar jim to še ni uspelo.

### Ioni

#### Anioni
- PuHx− (1,9 ≤ x ≤ 3)[1]
- PuH2 2−[47]
- PuOH−[1]
- Pu(OH)44−[48]
- Pu(OH)n4−n[7]
- Pu(CO3)56−[29]
- Pu(CO3)32−[4]
- Pu(CO3)44−[4]
- Pu(OH)2(CO3)22−[4]
- Pu(OH)4(CO3)24−[4]
- PuO2CO32−[4]
- PuO2(CO3)32−[4]
- PuO2(CO3)34−[4]
- PuO2OHCO3−[4]
- PuO2(OH)2CO3−[4]
- PuO2(OH)2CO32−[4]
- (PuO2)2(OH)3CO3−[4]
- PuO2(OH)3−[4]
- Pu(CO3)36−[49]
- PuZr2−[10]

#### Kationi
- Pu(CO3)2+[4]
- (PuO2)3(OH)3CO3+[4]
- PuO2(OH)+[4]
- PuO22+[38]